# Sampov Lun
Sampov Lun es uno de los trece distritos que forman la provincia camboyana de Battambang, con una población estimada en marzo de 2008 de 35 248 habitantes. Está dividido en las siguientes  comunas (khum), que se muestran asimismo con población estimada de 2008:
- Angkor Ban 1,661
- Chrey Seima 5,371
- Sampov Lun 1,750
- Santepheap 10,595
- Serei Mean Chey 11,451
- Ta Sda 4,420[1]